# Đội tuyển bóng đá quốc gia Colombia
Đội tuyển bóng đá quốc gia Colombia (tiếng Tây Ban Nha: Selección de fútbol de Colombia), có biệt danh Los Cafeteros, là đội tuyển bóng đá đại diện cho Colombia ở các giải bóng đá nam quốc tế và được quản lý bởi Liên đoàn bóng đá Colombia, cơ quan điều hành bóng đá ở Colombia. Đội là thành viên của Liên đoàn bóng đá thế giới (FIFA) và Liên đoàn bóng đá Nam Mỹ (CONMEBOL), hiện đang đứng thứ 12 trên bảng xếp hạng FIFA.
Đội tuyển Colombia đã tham dự sáu kỳ World Cup vào các năm 1962, 1990, 1994, 1998, 2014 và 2018. Ở giải đấu năm 2014 tổ chức tại Brasil, đội đã lọt vào tứ kết và đứng thứ năm trên bảng xếp hạng chung cuộc của giải đấu. Cho đến nay, đây là thành tích tốt nhất trong lịch sử của đội tại đấu trường World Cup.
Colombia đã có một lần giành chức vô địch Cúp bóng đá Nam Mỹ vào năm 2001 với tư cách chủ nhà. Đây là giải đấu mà đội đã lập kỷ lục khi thắng mọi trận đấu mà không để thủng lưới một bàn nào. Ngoài ra, đội còn có hai lần giành ngôi á quân (1975, 2024) và năm lần về đích thứ ba (1987, 1993, 1995, 2016, 2021).

## Thành tích tại các giải đấu
*Các trận hòa bao gồm các trận đấu thuộc vòng đấu loại trực tiếp được quyết định trên loạt sút luân lưu.

### Giải vô địch bóng đá thế giới
Người Colombia không thể dự vòng loại World Cup trong thời kỳ mà họ gọi là "Eldorado" từ năm 1949 đến 1954. Vì mâu thuẫn nội bộ trong tổ chức giải VĐQG, cả đội tuyển lẫn các câu lạc bộ của Colombia bị FIFA cấm thi đấu quốc tế. Sau giai đoạn ngắt quãng, Colombia tham dự vòng loại World Cup 1958 tại Thụy Điển, bị loại khi đứng cuối bảng đấu có Uruguay và Paraguay.
Colombia lần đấu giành vé dự World Cup cho giải đấu năm 1962 sau khi hạ Peru sân nhà và hòa đối thủ sân khách. Tại vòng chung kết, đội hòa Liên Xô 4–4 trong đó có 1 bàn thắng "có một không hai" ghi từ chấm phạt góc nhờ công Marcos Collie và chỉ kiếm được 1 điểm do thua Uruguay 1–2 và Nam Tư 0–5 hai trận còn lại ở vòng bảng.
Phải tới năm 1990 Colombia mới lần thứ hai có vé dự World Cup. Dù đứng nhất bảng đấu vòng loại nhưng vì có thành tích kém hơn các đội nhất bảng khác, họ phải chơi trận tranh vé liên lục địa với Israel, thắng đối thủ sân nhà và hòa sân khách.
     Vô địch       Á quân       Hạng ba       Hạng tư  
| Giải vô địch bóng đá thế giới | Giải vô địch bóng đá thế giới | Giải vô địch bóng đá thế giới | Giải vô địch bóng đá thế giới | Giải vô địch bóng đá thế giới | Giải vô địch bóng đá thế giới | Giải vô địch bóng đá thế giới | Giải vô địch bóng đá thế giới | Giải vô địch bóng đá thế giới | Vòng loại                     | Vòng loại                     | Vòng loại                     | Vòng loại                     | Vòng loại                     | Vòng loại                     | Vòng loại                     |
| Năm                           | Thành tích                    | Thứ hạng                      | ST                            | T                             | H*                            | B                             | BT                            | BB                            | VT                            | ST                            | T                             | H*                            | B                             | BT                            | BB                            |
| ----------------------------- | ----------------------------- | ----------------------------- | ----------------------------- | ----------------------------- | ----------------------------- | ----------------------------- | ----------------------------- | ----------------------------- | ----------------------------- | ----------------------------- | ----------------------------- | ----------------------------- | ----------------------------- | ----------------------------- | ----------------------------- |
| 1930 và 1934                  | Không phải là thành viên FIFA | Không phải là thành viên FIFA | Không phải là thành viên FIFA | Không phải là thành viên FIFA | Không phải là thành viên FIFA | Không phải là thành viên FIFA | Không phải là thành viên FIFA | Không phải là thành viên FIFA | Không phải là thành viên FIFA | Không phải là thành viên FIFA | Không phải là thành viên FIFA | Không phải là thành viên FIFA | Không phải là thành viên FIFA | Không phải là thành viên FIFA | Không phải là thành viên FIFA |
| 1938                          | Rút lui                       | Rút lui                       | Rút lui                       | Rút lui                       | Rút lui                       | Rút lui                       | Rút lui                       | Rút lui                       | Rút lui                       | Rút lui                       | Rút lui                       | Rút lui                       | Rút lui                       | Rút lui                       | Rút lui                       |
| 1950                          | Không tham dự                 | Không tham dự                 | Không tham dự                 | Không tham dự                 | Không tham dự                 | Không tham dự                 | Không tham dự                 | Không tham dự                 | Không tham dự                 | Không tham dự                 | Không tham dự                 | Không tham dự                 | Không tham dự                 | Không tham dự                 | Không tham dự                 |
| 1954                          | Không tham dự                 | Không tham dự                 | Không tham dự                 | Không tham dự                 | Không tham dự                 | Không tham dự                 | Không tham dự                 | Không tham dự                 | Không tham dự                 | Không tham dự                 | Không tham dự                 | Không tham dự                 | Không tham dự                 | Không tham dự                 | Không tham dự                 |
| 1958                          | Không vượt qua vòng loại      | Không vượt qua vòng loại      | Không vượt qua vòng loại      | Không vượt qua vòng loại      | Không vượt qua vòng loại      | Không vượt qua vòng loại      | Không vượt qua vòng loại      | Không vượt qua vòng loại      | 3rd                           | 4                             | 0                             | 1                             | 3                             | 3                             | 8                             |
| 1962                          | Vòng bảng                     | 14th                          | 3                             | 0                             | 1                             | 2                             | 5                             | 11                            | 1st                           | 2                             | 1                             | 1                             | 0                             | 2                             | 1                             |
| 1966                          | Không vượt qua vòng loại      | Không vượt qua vòng loại      | Không vượt qua vòng loại      | Không vượt qua vòng loại      | Không vượt qua vòng loại      | Không vượt qua vòng loại      | Không vượt qua vòng loại      | Không vượt qua vòng loại      | 3rd                           | 4                             | 1                             | 0                             | 3                             | 4                             | 10                            |
| 1970                          | Không vượt qua vòng loại      | Không vượt qua vòng loại      | Không vượt qua vòng loại      | Không vượt qua vòng loại      | Không vượt qua vòng loại      | Không vượt qua vòng loại      | Không vượt qua vòng loại      | Không vượt qua vòng loại      | 3rd                           | 6                             | 1                             | 1                             | 4                             | 7                             | 12                            |
| 1974                          | Không vượt qua vòng loại      | Không vượt qua vòng loại      | Không vượt qua vòng loại      | Không vượt qua vòng loại      | Không vượt qua vòng loại      | Không vượt qua vòng loại      | Không vượt qua vòng loại      | Không vượt qua vòng loại      | 2nd                           | 4                             | 1                             | 3                             | 0                             | 3                             | 2                             |
| 1978                          | Không vượt qua vòng loại      | Không vượt qua vòng loại      | Không vượt qua vòng loại      | Không vượt qua vòng loại      | Không vượt qua vòng loại      | Không vượt qua vòng loại      | Không vượt qua vòng loại      | Không vượt qua vòng loại      | 3rd                           | 4                             | 0                             | 2                             | 2                             | 1                             | 8                             |
| 1982                          | Không vượt qua vòng loại      | Không vượt qua vòng loại      | Không vượt qua vòng loại      | Không vượt qua vòng loại      | Không vượt qua vòng loại      | Không vượt qua vòng loại      | Không vượt qua vòng loại      | Không vượt qua vòng loại      | 3rd                           | 4                             | 0                             | 2                             | 2                             | 4                             | 7                             |
| 1986                          | Không vượt qua vòng loại      | Không vượt qua vòng loại      | Không vượt qua vòng loại      | Không vượt qua vòng loại      | Không vượt qua vòng loại      | Không vượt qua vòng loại      | Không vượt qua vòng loại      | Không vượt qua vòng loại      | 3rd                           | 8                             | 3                             | 2                             | 3                             | 7                             | 11                            |
| 1990                          | Vòng 16 đội                   | 14th                          | 4                             | 1                             | 1                             | 2                             | 4                             | 4                             | 1st1                          | 6                             | 3                             | 2                             | 1                             | 6                             | 3                             |
| 1994                          | Vòng bảng                     | 19th                          | 3                             | 1                             | 0                             | 2                             | 4                             | 5                             | 1st                           | 6                             | 4                             | 2                             | 0                             | 13                            | 2                             |
| 1998                          | Vòng bảng                     | 21st                          | 3                             | 1                             | 0                             | 2                             | 1                             | 3                             | 3rd                           | 16                            | 8                             | 4                             | 4                             | 23                            | 15                            |
| 2002                          | Không vượt qua vòng loại      | Không vượt qua vòng loại      | Không vượt qua vòng loại      | Không vượt qua vòng loại      | Không vượt qua vòng loại      | Không vượt qua vòng loại      | Không vượt qua vòng loại      | Không vượt qua vòng loại      | 6th                           | 18                            | 7                             | 6                             | 5                             | 20                            | 15                            |
| 2006                          | Không vượt qua vòng loại      | Không vượt qua vòng loại      | Không vượt qua vòng loại      | Không vượt qua vòng loại      | Không vượt qua vòng loại      | Không vượt qua vòng loại      | Không vượt qua vòng loại      | Không vượt qua vòng loại      | 6th                           | 18                            | 6                             | 6                             | 6                             | 24                            | 16                            |
| 2010                          | Không vượt qua vòng loại      | Không vượt qua vòng loại      | Không vượt qua vòng loại      | Không vượt qua vòng loại      | Không vượt qua vòng loại      | Không vượt qua vòng loại      | Không vượt qua vòng loại      | Không vượt qua vòng loại      | 7th                           | 18                            | 6                             | 5                             | 7                             | 22                            | 26                            |
| 2014                          | Tứ kết                        | 5th                           | 5                             | 4                             | 0                             | 1                             | 12                            | 4                             | 2nd                           | 16                            | 9                             | 3                             | 4                             | 27                            | 13                            |
| 2018                          | Vòng 16 đội                   | 9th                           | 4                             | 2                             | 1                             | 1                             | 6                             | 3                             | 4th                           | 18                            | 7                             | 6                             | 5                             | 21                            | 19                            |
| 2022                          | Không vượt qua vòng loại      | Không vượt qua vòng loại      | Không vượt qua vòng loại      | Không vượt qua vòng loại      | Không vượt qua vòng loại      | Không vượt qua vòng loại      | Không vượt qua vòng loại      | Không vượt qua vòng loại      | 6th                           | 18                            | 5                             | 8                             | 5                             | 20                            | 19                            |
| 2026                          | Chưa xác định                 | Chưa xác định                 | Chưa xác định                 | Chưa xác định                 | Chưa xác định                 | Chưa xác định                 | Chưa xác định                 | Chưa xác định                 | Chưa xác định                 | Chưa xác định                 | Chưa xác định                 | Chưa xác định                 | Chưa xác định                 | Chưa xác định                 | Chưa xác định                 |
| 2030                          | Chưa xác định                 | Chưa xác định                 | Chưa xác định                 | Chưa xác định                 | Chưa xác định                 | Chưa xác định                 | Chưa xác định                 | Chưa xác định                 | Chưa xác định                 | Chưa xác định                 | Chưa xác định                 | Chưa xác định                 | Chưa xác định                 | Chưa xác định                 | Chưa xác định                 |
| 2034                          | Chưa xác định                 | Chưa xác định                 | Chưa xác định                 | Chưa xác định                 | Chưa xác định                 | Chưa xác định                 | Chưa xác định                 | Chưa xác định                 | Chưa xác định                 | Chưa xác định                 | Chưa xác định                 | Chưa xác định                 | Chưa xác định                 | Chưa xác định                 | Chưa xác định                 |
| Tổng cộng                     | 6/20 Tứ kết                   | 6/20 Tứ kết                   | 2                             | 9                             | 3                             | 10                            | 32                            | 30                            | –                             | 152                           | 55                            | 48                            | 49                            | 186                           | 168                           |

1.^ Thi đấu ở vòng play-off liên lục địa.

### Cúp Liên đoàn các châu lục
| Cúp Liên đoàn các châu lục | Cúp Liên đoàn các châu lục | Cúp Liên đoàn các châu lục | Cúp Liên đoàn các châu lục | Cúp Liên đoàn các châu lục | Cúp Liên đoàn các châu lục | Cúp Liên đoàn các châu lục | Cúp Liên đoàn các châu lục | Cúp Liên đoàn các châu lục |
| Năm                        | Thành tích                 | Thứ hạng                   | ST                         | T                          | H*                         | B                          | BT                         | BB                         |
| -------------------------- | -------------------------- | -------------------------- | -------------------------- | -------------------------- | -------------------------- | -------------------------- | -------------------------- | -------------------------- |
| 1992 đến 2001              | Không vượt qua vòng loại   | Không vượt qua vòng loại   | Không vượt qua vòng loại   | Không vượt qua vòng loại   | Không vượt qua vòng loại   | Không vượt qua vòng loại   | Không vượt qua vòng loại   | Không vượt qua vòng loại   |
| 2003                       | Hạng tư                    | 4th                        | 5                          | 2                          | 0                          | 3                          | 5                          | 5                          |
| 2005 đến 2017              | Không vượt qua vòng loại   | Không vượt qua vòng loại   | Không vượt qua vòng loại   | Không vượt qua vòng loại   | Không vượt qua vòng loại   | Không vượt qua vòng loại   | Không vượt qua vòng loại   | Không vượt qua vòng loại   |
| Tổng cộng                  | 1/10 Hạng tư               | 1/10 Hạng tư               | 5                          | 2                          | 0                          | 3                          | 5                          | 5                          |

### Cúp bóng đá Nam Mỹ
Trước khi vô địch vào năm 2001, Colombia đoạt ngôi á quân kỳ Copa America đầu tiên năm 1975, toàn thắng vòng bảng, hạ Uruguay 3–1 tại lượt trận bán kết, cuối cùng thua Peru hai trong ba trận đấu thuộc lượt trận chung kết.
     Vô địch       Á quân       Hạng ba       Hạng tư  
| Cúp bóng đá Nam Mỹ | Cúp bóng đá Nam Mỹ       | Cúp bóng đá Nam Mỹ       | Cúp bóng đá Nam Mỹ       | Cúp bóng đá Nam Mỹ       | Cúp bóng đá Nam Mỹ       | Cúp bóng đá Nam Mỹ       | Cúp bóng đá Nam Mỹ       | Cúp bóng đá Nam Mỹ       |
| Năm                | Thành tích               | Thứ hạng                 | ST                       | T                        | H*                       | B                        | BT                       | BB                       |
| ------------------ | ------------------------ | ------------------------ | ------------------------ | ------------------------ | ------------------------ | ------------------------ | ------------------------ | ------------------------ |
| 1939 đến 1942      | Rút lui                  | Rút lui                  | Rút lui                  | Rút lui                  | Rút lui                  | Rút lui                  | Rút lui                  | Rút lui                  |
| 1945               | Hạng năm                 | 5th                      | 6                        | 1                        | 1                        | 4                        | 7                        | 25                       |
| 1946               | Rút lui                  | Rút lui                  | Rút lui                  | Rút lui                  | Rút lui                  | Rút lui                  | Rút lui                  | Rút lui                  |
| 1947               | Hạng tám                 | 8th                      | 7                        | 0                        | 2                        | 5                        | 2                        | 19                       |
| 1949               | Hạng tám                 | 8th                      | 7                        | 0                        | 2                        | 5                        | 4                        | 23                       |
| 1953 đến 1956      | Rút lui                  | Rút lui                  | Rút lui                  | Rút lui                  | Rút lui                  | Rút lui                  | Rút lui                  | Rút lui                  |
| 1957               | Hạng năm                 | 5th                      | 6                        | 2                        | 0                        | 4                        | 10                       | 25                       |
| 1959               | Rút lui                  | Rút lui                  | Rút lui                  | Rút lui                  | Rút lui                  | Rút lui                  | Rút lui                  | Rút lui                  |
| 1963               | Hạng bảy                 | 7th                      | 6                        | 0                        | 1                        | 5                        | 10                       | 19                       |
| 1967               | Không vượt qua vòng loại | Không vượt qua vòng loại | Không vượt qua vòng loại | Không vượt qua vòng loại | Không vượt qua vòng loại | Không vượt qua vòng loại | Không vượt qua vòng loại | Không vượt qua vòng loại |
| 1975               | Á quân                   | 2nd                      | 9                        | 6                        | 0                        | 3                        | 11                       | 5                        |
| 1979               | Vòng bảng                | 5th                      | 4                        | 2                        | 1                        | 1                        | 5                        | 2                        |
| 1983               | Vòng bảng                | 7th                      | 4                        | 1                        | 2                        | 1                        | 5                        | 5                        |
| 1987               | Hạng ba                  | 3rd                      | 4                        | 3                        | 0                        | 1                        | 8                        | 3                        |
| 1989               | Vòng bảng                | 6th                      | 4                        | 1                        | 2                        | 1                        | 5                        | 4                        |
| 1991               | Hạng tư                  | 4th                      | 7                        | 2                        | 2                        | 3                        | 5                        | 6                        |
| 1993               | Hạng ba                  | 3rd                      | 6                        | 3                        | 2                        | 1                        | 6                        | 4                        |
| 1995               | Hạng ba                  | 3rd                      | 6                        | 3                        | 1                        | 2                        | 7                        | 8                        |
| 1997               | Tứ kết                   | 8th                      | 4                        | 1                        | 0                        | 3                        | 6                        | 7                        |
| 1999               | Tứ kết                   | 5th                      | 4                        | 3                        | 0                        | 1                        | 8                        | 4                        |
| 2001               | Vô địch                  | 1st                      | 6                        | 6                        | 0                        | 0                        | 11                       | 0                        |
| 2004               | Hạng tư                  | 4th                      | 6                        | 3                        | 1                        | 2                        | 7                        | 7                        |
| 2007               | Vòng bảng                | 9th                      | 3                        | 1                        | 0                        | 2                        | 3                        | 9                        |
| 2011               | Tứ kết                   | 6th                      | 4                        | 2                        | 1                        | 1                        | 3                        | 2                        |
| 2015               | Tứ kết                   | 6th                      | 4                        | 1                        | 2                        | 1                        | 1                        | 1                        |
| 2016               | Hạng ba                  | 3rd                      | 6                        | 3                        | 1                        | 2                        | 7                        | 6                        |
| 2019               | Tứ kết                   | 5th                      | 4                        | 3                        | 1                        | 0                        | 4                        | 0                        |
| 2021               | Hạng ba                  | 3rd                      | 7                        | 2                        | 3                        | 7                        | 7                        | 7                        |
| 2024               | Á quân                   | 2nd                      | 6                        | 4                        | 1                        | 1                        | 12                       | 3                        |
| Tổng cộng          | 24/35 1 lần vô địch      | 24/35 1 lần vô địch      | 301                      | 53                       | 26                       | 51                       | 154                      | 194                      |

## Kết quả thi đấu

### 2024
| 22 tháng 3 Giao hữu | Tây Ban Nha | 0–1 | Colombia           | London, Anh                       |  |
| 20:30 UTC±0         |             |     | - Daniel Muñoz 61' | Sân vận động: Sân vận động London |  |

| 26 tháng 3 Giao hữu | Colombia                                   | 3–2      | România                   | Madrid, Tây Ban Nha                                                               |  |
| 20:15 UTC+1         | - Córdoba 6' - J. Arias 35' - Asprilla 79' | Chi tiết | - Hagi 84' - Tănase 90+3' | Sân vận động: Sân vận động Metropolitano Trọng tài: Alejandro Muñiz (Tây Ban Nha) |  |

| 8 tháng 6 Giao hữu | Hoa Kỳ     | 1–5      | Colombia                                                              | Landover, Hoa Kỳ                                                                                   |  |
| 17:30 UTC-4        | - Weah 58' | Chi tiết | - J. Arias 6' - Borré 19' - Ríos 77' - Carrascal 85' - Sinisterra 88' | Sân vận động: Commanders Field Lượng khán giả: 55,494 Trọng tài: Fernando Hernández Gómez (México) |  |

| 15 tháng 6 Giao hữu | Colombia                               | 3–0      | Bolivia | East Hartford, Hoa Kỳ                                                                         |  |
| 17:00 UTC-4         | - J. Arias 5' - Córdoba 25' - Díaz 41' | Chi tiết |         | Sân vận động: Pratt & Whitney Stadium at Rentschler Field Trọng tài: Daniel Quintero (México) |  |

| 24 tháng 6 Bảng D Copa América 2024 | Colombia                | 2–1      | Paraguay     | Houston, Hoa Kỳ                                                                            |  |
| 17:00 UTC-5                         | - Muñoz 32' - Lerma 42' | Chi tiết | - Enciso 69' | Sân vận động: Sân vận động NRG Lượng khán giả: 67,059 Trọng tài: Dario Herrera (Argentina) |  |

| 28 tháng 6 Bảng D Copa América 2024 | Colombia                                       | 3–0      | Costa Rica | Glendale, Hoa Kỳ                                                                                 |  |
| 15:00 UTC-7                         | - Díaz 31' (ph.đ.) - Sánchez 59' - Córdoba 62' | Chi tiết |            | Sân vận động: Sân vận động State Farm Lượng khán giả: 27,386 Trọng tài: Gustavo Tejera (Uruguay) |  |

| 2 tháng 7 Bảng D Copa América 2024 | Brasil         | 1–1      | Colombia      | Santa Clara, Hoa Kỳ                                                                              |  |
| 18:00 UTC-7                        | - Raphinha 12' | Chi tiết | - Muñoz 45+2' | Sân vận động: Sân vận động Levi's Lượng khán giả: 70,971 Trọng tài: Jesús Valenzuela (Venezuela) |  |

| 6 tháng 7 Tứ kết Copa América 2024 | Colombia                                                                         | 5–0      | Panama | Glendale, Hoa Kỳ                                                                             |  |
| 15:00 UTC-7                        | - Córdoba 8' - Rodríguez 15' (ph.đ.) - Díaz 41' - Ríos 70' - Borja 90+4' (ph.đ.) | Chi tiết |        | Sân vận động: Sân vận động State Farm Lượng khán giả: 39,740 Trọng tài: Maurizio Mariani (Ý) |  |

| 10 tháng 7 Bán kết Copa América 2024 | Uruguay | 0–1      | Colombia    | Charlotte, Hoa Kỳ                                                                                 |  |
| 20:00 UTC-4                          |         | Chi tiết | - Lerma 39' | Sân vận động: Sân vận động Bank of America Lượng khán giả: 70,644 Trọng tài: César Ramos (México) |  |

| 14 tháng 7 Chung kết Copa América 2024 | Argentina           | 1–0 (s.h.p.) | Colombia | Miami Gardens, Hoa Kỳ                                                 |  |
| 20:00 UTC-4                            | - La. Martinez 112' | Chi tiết     |          | Sân vận động: Sân vận độngHard Rock Trọng tài: Raphael Claus (Brasil) |  |

| 6 tháng 9 Vòng loại FIFA World Cup 2026 | Perú          | 1–1      | Colombia   | Lima, Peru                                                                                             |  |
| 20:30 UTC-5                             | - Callens 68' | Chi tiết | - Díaz 82' | Sân vận động: Sân vận động Monumental "U" Lượng khán giả: 27,323 Trọng tài: Esteban Ostojich (Uruguay) |  |

| 10 tháng 9 Vòng loại FIFA World Cup 2026 | Colombia                               | 2–1      | Argentina      | Barranquilla, Colombia                                                                                  |  |
| --:-- UTC-5                              | - Mosquera 25' - Rodríguez 60' (ph.đ.) | Chi tiết | - González 48' | Sân vận động: Sân vận động đô thị Roberto Meléndez Lượng khán giả: 45,000 Trọng tài: Piero Maza (Chile) |  |

| 10 tháng 10 Vòng loại FIFA World Cup 2026 | Bolivia        | 1–0      | Colombia | La Paz, Bolivia                                                                                     |  |
| 16:00 UTC-4                               | - Terceros 58' | Chi tiết |          | Sân vận động: Sân vận động Hernando Siles Lượng khán giả: 17,191 Trọng tài: Wilton Sampaio (Brazil) |  |

| 15 tháng 10 Vòng loại FIFA World Cup 2026 | Colombia                                                | 4–0      | Chile | Barranquilla, Colombia                                                                                            |  |
| 15:30 UTC-5                               | - Sánchez 34' - Díaz 52' - Durán 84' - Sinisterra 90+3' | Chi tiết |       | Sân vận động: Sân vận động đô thị Roberto Meléndez Lượng khán giả: 45,000 Trọng tài: Jesús Valenzuela (Venezuela) |  |

| 15 tháng 11 Vòng loại FIFA World Cup 2026 | Uruguay                                            | 3–2 | Colombia                     | Montevideo, Uruguay                                                                         |  |
| 21:00 UTC-3                               | - Sánchez 57' (l.n.) - Aguirre 60' - Ugarte 90+11' |     | - Quintero 31' - Gómez 90+6' | Sân vận động: Sân vận động Centenario Lượng khán giả: 33,400 Trọng tài: Kevin Ortega (Peru) |  |

| 19 tháng 11 Vòng loại FIFA World Cup 2026 | Colombia | 0–1      | Ecuador       | Barranquilla, Colombia                                                                                          |  |
| 18:00 UTC-5                               |          | Chi tiết | - Valencia 7' | Sân vận động: Sân vận động đô thị Roberto Meléndez Lượng khán giả: 37,316 Trọng tài: Esteban Ostojich (Uruguay) |  |

### 2025
| tháng 3 Vòng loại FIFA World Cup 2026 | Brasil | v | Colombia | Brazil            |  |
| --:-- UTC-3                           |        |   |          | Sân vận động: TBD |  |

| tháng 3 Vòng loại FIFA World Cup 2026 | Colombia | v | Paraguay | Barranquilla, Colombia                             |  |
| --:-- UTC-5                           |          |   |          | Sân vận động: Sân vận động đô thị Roberto Meléndez |  |

| tháng 6 Vòng loại FIFA World Cup 2026 | Colombia | v | Perú | Barranquilla, Colombia                             |  |
| --:-- UTC-5                           |          |   |      | Sân vận động: Sân vận động đô thị Roberto Meléndez |  |

| tháng 6 Vòng loại FIFA World Cup 2026 | Argentina | v | Colombia | Argentina         |  |
| --:-- UTC-3                           |           |   |          | Sân vận động: TBD |  |

| tháng 9 Vòng loại FIFA World Cup 2026 | Colombia | v | Bolivia | Barranquilla, Colombia                             |  |
| --:-- UTC-5                           |          |   |         | Sân vận động: Sân vận động đô thị Roberto Meléndez |  |

| tháng 9 Vòng loại FIFA World Cup 2026 | Venezuela | v | Colombia | Maturín, Venezuela                    |  |
| --:-- UTC-4                           |           |   |          | Sân vận động: Sân vận động Monumental |  |

## Cầu thủ

### Đội hình hiện tại
Đội hình 28 cầu thủ đã hoàn thành Copa América 2024.

Số liệu thống kê tính đến ngày 14 tháng 7 năm 2024 sau trận gặp Argentina.

| Số | VT | Cầu thủ                      | Ngày sinh (tuổi)  | Trận | Bàn | Câu lạc bộ        |
| -- | -- | ---------------------------- | ----------------- | ---- | --- | ----------------- |
| 1  | TM | David Ospina                 | 31 tháng 8, 1988  | 128  | 0   | Atletico Nacional |
| 12 | TM | Camilo Vargas                | 9 tháng 3, 1989   | 29   | 0   | Atlas             |
| 25 | TM | Álvaro Montero               | 29 tháng 3, 1995  | 8    | 0   | Millonarios       |
|    |    |                              |                   |      |     |                   |
| 2  | HV | Carlos Cuesta                | 9 tháng 3, 1999   | 20   | 0   | Genk              |
| 3  | HV | Jhon Lucumí                  | 26 tháng 6, 1998  | 20   | 0   | Bologna           |
| 4  | HV | Santiago Arias               | 13 tháng 1, 1992  | 60   | 0   | Bahia             |
| 13 | HV | Yerry Mina                   | 24 tháng 9, 1994  | 46   | 7   | Cagliari          |
| 17 | HV | Johan Mojica                 | 21 tháng 8, 1992  | 31   | 1   | Osasuna           |
| 21 | HV | Daniel Muñoz                 | 26 tháng 5, 1996  | 32   | 3   | Crystal Palace    |
| 23 | HV | Davinson Sánchez             | 12 tháng 6, 1996  | 65   | 2   | Galatasaray       |
| 26 | HV | Deiver Machado               | 2 tháng 9, 1993   | 11   | 0   | Lens              |
|    |    |                              |                   |      |     |                   |
| 5  | TV | Kevin Castaño                | 29 tháng 9, 2000  | 14   | 0   | Krasnodar         |
| 6  | TV | Richard Ríos                 | 2 tháng 6, 2000   | 13   | 2   | Palmeiras         |
| 8  | TV | Jorge Carrascal              | 25 tháng 5, 1998  | 17   | 2   | Dynamo Moscow     |
| 10 | TV | James Rodríguez (đội trưởng) | 12 tháng 7, 1991  | 106  | 28  | São Paulo         |
| 11 | TV | Jhon Arias                   | 21 tháng 9, 1997  | 21   | 3   | Fluminense        |
| 15 | TV | Mateus Uribe                 | 21 tháng 3, 1991  | 60   | 6   | Al Sadd           |
| 16 | TV | Jefferson Lerma              | 25 tháng 10, 1994 | 48   | 3   | Crystal Palace    |
| 20 | TV | Juan Fernando Quintero       | 18 tháng 1, 1993  | 38   | 4   | Racing            |
| 22 | TV | Yáser Asprilla               | 19 tháng 11, 2003 | 6    | 2   | Watford           |
|    |    |                              |                   |      |     |                   |
| 7  | TĐ | Luis Díaz                    | 13 tháng 1, 1997  | 55   | 14  | Liverpool         |
| 9  | TĐ | Miguel Borja                 | 26 tháng 1, 1993  | 30   | 9   | River Plate       |
| 14 | TĐ | Jhon Durán                   | 13 tháng 12, 2003 | 10   | 1   | Aston Villa       |
| 18 | TĐ | Luis Sinisterra              | 17 tháng 6, 1999  | 16   | 4   | Bournemouth       |
| 19 | TĐ | Rafael Santos Borré          | 15 tháng 9, 1995  | 37   | 6   | Internacional     |
| 24 | TĐ | Jhon Córdoba                 | 11 tháng 5, 1993  | 10   | 4   | Krasnodar         |

### Triệu tập gần đây
Đội hình dưới đây được triệu tập trong vòng 12 tháng.
| Vt | Cầu thủ               | Ngày sinh (tuổi)  | Số trận | Bt | Câu lạc bộ              | Lần cuối triệu tập                |
| -- | --------------------- | ----------------- | ------- | -- | ----------------------- | --------------------------------- |
| TM | Alejandro Rodríguez   | 12 tháng 1, 2001  | 0       | 0  | Deportivo Cali          | v. México, 16 December 2023       |
| TM | Kevin Mier            | 18 tháng 5, 2000  | 0       | 0  | Cruz Azul               | v. Paraguay, 21 November 2023     |
| TM | José Luis Chunga      | 11 tháng 7, 1991  | 3       | 0  | Independiente Medellín  | v. Ecuador, 17 October 2023       |
| TM | Devis Vásquez         | 12 tháng 5, 1998  | 0       | 0  | Ascoli                  | v. Chile, 12 September 2023       |
|    |                       |                   |         |    |                         |                                   |
| HV | Yerson Mosquera       | 2 tháng 5, 2001   | 3       | 0  | Wolverhampton Wanderers | 2024 Copa América PRE             |
| HV | Juan David Cabal      | 8 tháng 1, 2001   | 0       | 0  | Hellas Verona           | v. România, 26 March 2024         |
| HV | Gabriel Fuentes       | 9 tháng 2, 1997   | 0       | 0  | Junior                  | v. România, 26 March 2024         |
| HV | Cristian Borja        | 18 tháng 2, 1993  | 6       | 0  | Braga                   | v. Tây Ban Nha, 22 March 2024 INJ |
| HV | Andrés Llinás         | 23 tháng 7, 1997  | 5       | 0  | Millonarios             | v. México, 16 December 2023       |
| HV | Andrés Reyes          | 8 tháng 9, 1999   | 2       | 1  | New York Red Bulls      | v. México, 16 December 2023       |
| HV | Juan David Mosquera   | 5 tháng 9, 2002   | 2       | 0  | Portland Timbers        | v. México, 16 December 2023       |
| HV | Samuel Velásquez      | 29 tháng 5, 2003  | 2       | 0  | Atlético Nacional       | v. México, 16 December 2023       |
| HV | Brayan Vera           | 15 tháng 1, 1999  | 2       | 0  | Real Salt Lake          | v. México, 16 December 2023       |
| HV | Devan Tanton          | 3 tháng 1, 2004   | 1       | 0  | Fulham                  | v. México, 16 December 2023       |
| HV | Willer Ditta          | 23 tháng 1, 1997  | 1       | 0  | Cruz Azul               | v. Paraguay, 21 November 2023     |
| HV | Frank Fabra           | 22 tháng 2, 1991  | 28      | 1  | Boca Juniors            | v. Ecuador, 17 October 2023       |
| HV | Stefan Medina         | 14 tháng 6, 1992  | 30      | 0  | Monterrey               | v. Uruguay, 12 October 2023 INJ   |
|    |                       |                   |         |    |                         |                                   |
| TV | Sebastián Gómez       | 3 tháng 6, 1996   | 2       | 0  | Coritiba                | 2024 Copa América PRE             |
| TV | Gustavo Puerta        | 23 tháng 7, 2003  | 0       | 0  | Bayer Leverkusen        | v. România, 26 March 2024         |
| TV | Juan Portilla         | 12 tháng 9, 1998  | 0       | 0  | Talleres                | v. România, 26 March 2024         |
| TV | Jorman Campuzano      | 30 tháng 4, 1996  | 5       | 0  | Boca Juniors            | v. México, 16 December 2023       |
| TV | Daniel Ruiz           | 30 tháng 7, 2001  | 3       | 0  | Millonarios             | v. México, 16 December 2023       |
| TV | David Silva           | 13 tháng 12, 1986 | 2       | 0  | Millonarios             | v. México, 16 December 2023       |
| TV | Daniel Cataño         | 17 tháng 1, 1992  | 1       | 0  | Millonarios             | v. México, 16 December 2023       |
| TV | Jader Quiñónes        | 12 tháng 12, 2000 | 1       | 0  | América de Cali         | v. México, 16 December 2023       |
| TV | Jimer Fory            | 24 tháng 5, 2002  | 0       | 0  | Independiente Medellín  | v. México, 16 December 2023       |
| TV | Jaminton Campaz       | 24 tháng 5, 2000  | 2       | 0  | Rosario Central         | v. Paraguay, 21 November 2023     |
| TV | Wilmar Barrios        | 16 tháng 10, 1993 | 57      | 1  | Zenit Saint Petersburg  | v. Ecuador, 17 October 2023       |
| TV | Juan Cuadrado         | 26 tháng 5, 1988  | 116     | 11 | Inter Milan             | v. Chile, 12 September 2023       |
|    |                       |                   |         |    |                         |                                   |
| TĐ | Mateo Cassierra       | 13 tháng 4, 1997  | 3       | 1  | Zenit Saint Petersburg  | v. România, 26 March 2024         |
| TĐ | Andrés Gómez          | 12 tháng 9, 2002  | 2       | 1  | Real Salt Lake          | v. România, 26 March 2024         |
| TĐ | Ian Poveda INJ        | 9 tháng 2, 2000   | 2       | 0  | Sheffield Wednesday     | v. Tây Ban Nha, 22 March 2024 INJ |
| TĐ | Roger Martínez        | 23 tháng 6, 1994  | 27      | 4  | Racing                  | v. México, 16 December 2023       |
| TĐ | Juan Camilo Hernández | 20 tháng 4, 1999  | 4       | 2  | Columbus Crew           | v. México, 16 December 2023       |
| TĐ | Diber Cambindo        | 17 tháng 2, 1996  | 2       | 0  | Necaxa                  | v. México, 16 December 2023       |
| TĐ | Henry Mosquera        | 15 tháng 11, 2001 | 2       | 0  | Red Bull Bragantino     | v. México, 16 December 2023       |
| TĐ | Leonardo Castro       | 14 tháng 6, 1992  | 0       | 0  | Millonarios             | v. Ecuador, 17 October 2023       |
| TĐ | Diego Valoyes INJ     | 22 tháng 9, 1996  | 6       | 0  | Juárez                  | v. Uruguay, 12 October 2023 INJ   |

### Kỷ lục cầu thủ
Cầu thủ in đậm vẫn còn thi đấu ở đội tuyển quốc gia

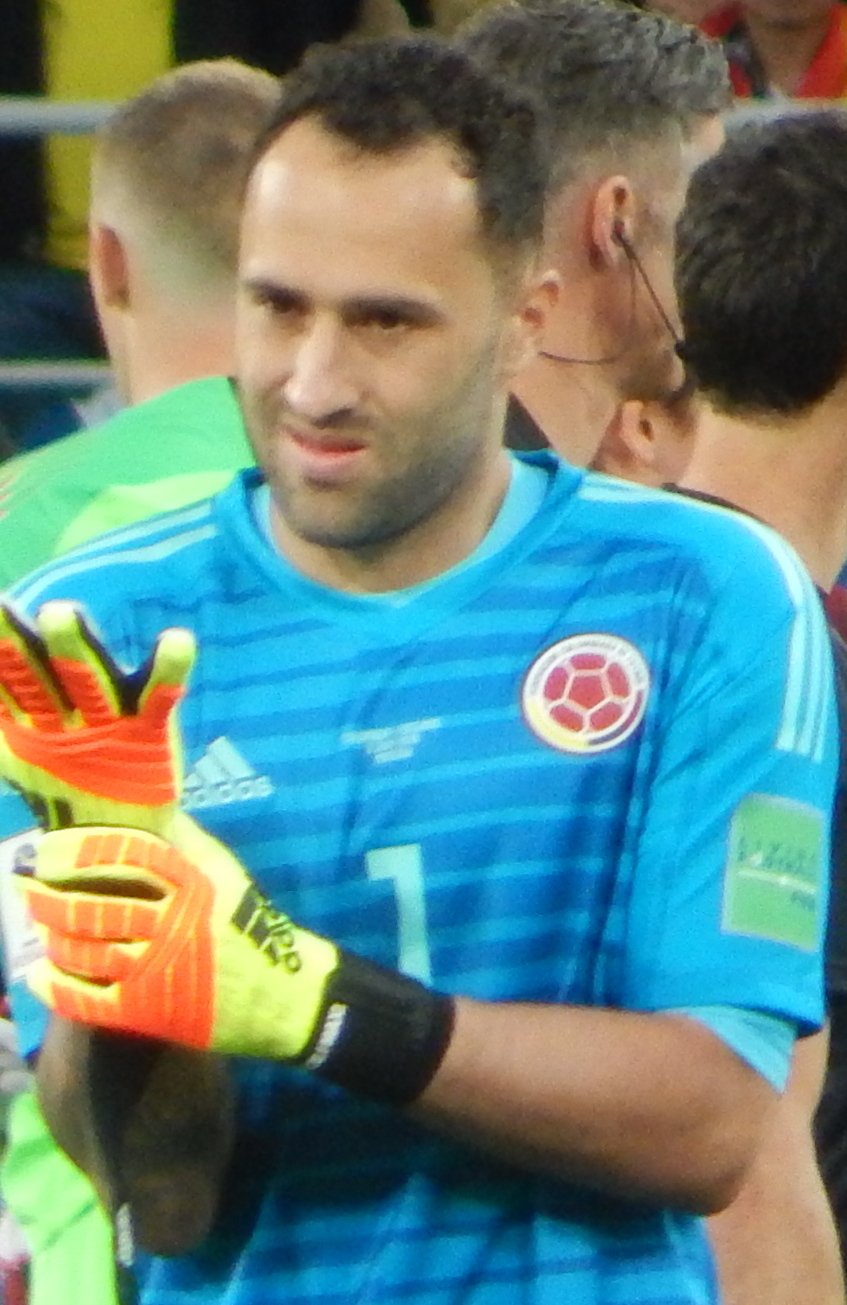
David Ospina là cầu thủ khoác áo đội tuyển Colombia nhiều nhất với 124 trận.

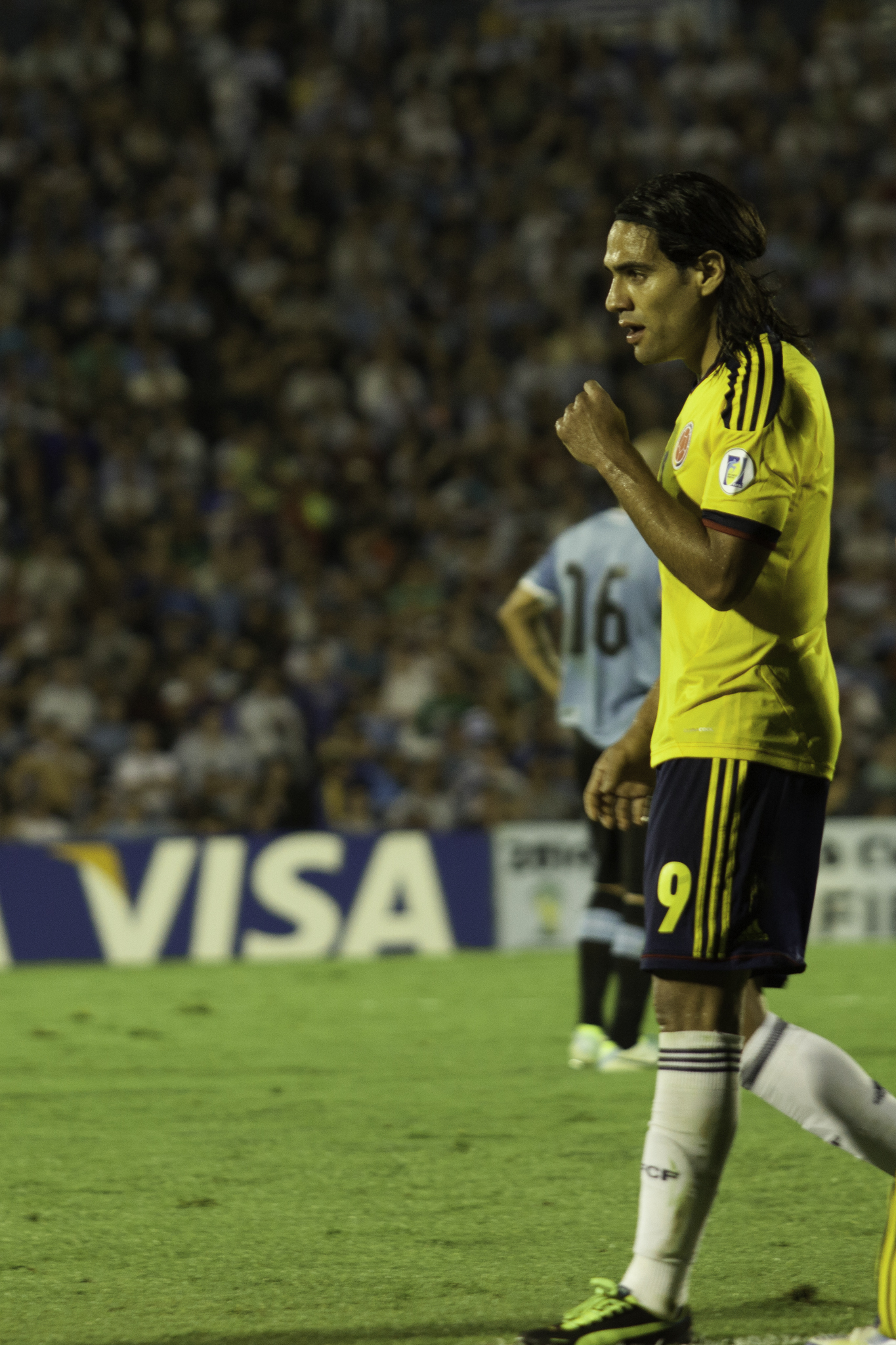
Radamel Falcao là cầu thủ ghi nhiều bàn thắng nhất cho đội tuyển Colombia với 36 bàn.

Tính đến 14 tháng 7 năm 2024
| #  | Chơi nhiều trận nhất | Năm thi đấu | Số trận | Bàn thắng |
| -- | -------------------- | ----------- | ------- | --------- |
| 1  | David Ospina         | 2007–       | 128     | 0         |
| 2  | Juan Cuadrado        | 2010–       | 116     | 11        |
| 3  | Carlos Valderrama    | 1985–1998   | 111     | 11        |
| 4  | James Rodríguez      | 2011–       | 106     | 28        |
| 5  | Radamel Falcao       | 2007–2023   | 104     | 36        |
| 6  | Mario Yepes          | 1999–2014   | 102     | 6         |
| 7  | Leonel Álvarez       | 1985–1997   | 101     | 1         |
| 8  | Carlos Sánchez       | 2007–2018   | 88      | 0         |
| 9  | Freddy Rincón        | 1990–2001   | 84      | 17        |
| 10 | Luis Carlos Perea    | 1987–1994   | 78      | 2         |

| # | Ghi nhiều bàn nhất | Năm thi đấu | Bàn thắng | Số trận | Hiệu suất |
| - | ------------------ | ----------- | --------- | ------- | --------- |
| 1 | Radamel Falcao     | 2007–2023   | 36        | 104     | 0.35      |
| 2 | James Rodríguez    | 2011–       | 28        | 106     | 0.26      |
| 3 | Arnoldo Iguarán    | 1979–1993   | 25        | 68      | 0.37      |
| 4 | Faustino Asprilla  | 1993–2001   | 20        | 57      | 0.35      |
| 5 | Freddy Rincón      | 1990–2001   | 17        | 84      | 0.20      |
| 6 | Carlos Bacca       | 2010–2018   | 16        | 52      | 0.31      |
| 7 | Teófilo Gutiérrez  | 2009–2018   | 15        | 51      | 0.29      |
| 7 | Víctor Aristizábal | 1993–2003   | 15        | 66      | 0.23      |
| 9 | Adolfo Valencia    | 1992–1998   | 14        | 37      | 0.38      |
| 9 | Luis Díaz          | 2018–       | 14        | 55      | 0.25      |

### Cầu thủ nổi tiếng
| - Leonel Álvarez - Juan Pablo Ángel - Faustino Asprilla - Jorge Bermúdez - Iván Córdoba - Óscar Córdoba - Alfredo Di Stéfano - Andrés Escobar | - Giovanny Hernández - René Higuita - Aly Faryd Camilo Mondragón - Luis Amaranto Perea - Freddy Rincón - Adolfo Valencia - Radamel Falcao - Juan Cuadrado | - David Ospina - James Rodríguez - Davinson Sánchez - Luis Díaz |